# Плейлист волонтёра (сериал)
«Плейлист волонтёра» — российский драматический сериал режиссёра Максима Свешникова о жизни волонтёров-участников поисковых отрядов, снятый по одноимённой книге Артёма Ляшенко. Главную роль исполняет Иван Янковский. Производством сериала занимался онлайн-кинотеатр Okko и продюсерская компания Vita Aktiva. Премьера состоялась 18 мая 2023 года в онлайн-кинотеатре Okko.
Сериал получил 4 награды фестиваля Original+ в категориях «Главный приз жюри СМИ», «Лучший оригинальный актёр» (Иван Янковский), «Лучшая оригинальная музыка», «Специальный приз от Гильдии кастинг-директоров России» (Мария Галактионова).

## Сюжет
Михаил Штапич — 25-летний молодой человек, у которого нет ни семьи, ни карьеры. Он разведён, бывшая жена воспитывает шестилетнего сына вместе с другим мужчиной. Сериал начинается с поисковой операции — Штапич пропал, и на его поиски брошены отряды волонтёров. На железнодорожной станции недалеко от путей полицейский находит лежащего Штапича и думает, что тот мёртв. Но молодой человек в сильнейшей алкогольной интоксикации и не помнит, что было прошлой ночью. После завершения поисков и посещения травмпункта Штапич разговаривает с волонтёрами, которые занимались его поисками, и интересуется процессом.
Пытаясь разобраться, что же произошло перед собственным исчезновением, Штапич присоединяется к поискам следующего пропавшего человека и втягивается в работу поисковых отрядов. Раз за разом он преуспевает в поисках пропавших людей и находит их то живыми, то мёртвыми. Из простого волонтёра его быстро переводят в координаторы поиска. Параллельно с поисковыми операциями он узнаёт о взаимоотношениях между волонтёрами. Многие из них состоят в отношениях, хотя не все это афишируют. Штапич и сам втягивается сразу в несколько романтических линий: налаживаются его отношения с бывшей женой, а девушки-волонтёры оказывают ему знаки внимания. Но его интересует «Кукла» — миловидная молодая девушка, которая пришла в волонтёрское движение совсем недавно.

## В ролях
| Актёр              | Роль               |
| ------------------ | ------------------ |
| Иван Янковский     | Михаил Штапич      |
| Шамиль Хаматов     | Жора Александрович |
| Евгения Громова    | Соловьёва          |
| Артём Федотов      | Зид                |
| Дмитрий Чеботарёв  | Хрупкий            |
| Дарья Руденок      | Татарка            |
| Мила Ершова        | Кукла              |
| Марина Васильева   | Мила               |
| Александра Урсуляк | Оса                |
| Маргарита Адаева   | Ляля               |
| Евгения Дмитриева  | мама Штапича       |
| Софья Донианц      | Олеся              |
| Владимир Афанасьев | Демон              |

## Список серий
| № серии | Дата премьеры |
| ------- | ------------- |
| 1       | 18 мая 2023   |
| 2       | 18 мая 2023   |
| 3       | 25 мая 2023   |
| 4       | 1 июня 2023   |
| 5       | 8 июня 2023   |
| 6       | 15 июня 2023  |
| 7       | 22 июня 2023  |
| 8       | 29 июня 2023  |

## История создания
Автор и сценарист Артём Ляшенко в 23-летнем возрасте попал волонтёром в поисковый отряд «Лиза Алерт». Журналист по профессии, Ляшенко быстро втянулся в происходящее в волонтёрских движениях и стал координатором. Накопив достаточно историй и фактуры, в 2020 году Ляшенко написал книгу «Плейлист волонтёра» и издал её под псевдонимом Мршавко Штапич, что в переводе с сербского «худой дрищ». В экранизации Мршавко стал Михаилом. Ляшенко заявлял, что в работе над книгой ему хотелось разобраться в пассионарной теории этногенеза Льва Гумилева. Название «Плейлист волонтёра» является отсылкой к разножанровой музыке, которая играет в наушниках главного героя. В первоисточнике (книге) в плейлисте было 55 треков, которые соответствуют заголовкам глав.
Съёмки начались в августе 2022 года. Производством занимались онлайн-кинотеатр Okko и продюсерская компания Vita Aktiva.

## Саундтрек
| Исполнитель                      | Композиция               |
| -------------------------------- | ------------------------ |
| AP$ENT                           | «Можно я с тобой»        |
| Алёна Швец                       | «Первое свидание»        |
| Дарья Виардо                     | «Бог в меня верит»       |
| Дурной вкус                      | «Пластинки»              |
| Пикник                           | «Кем бы ты ни был»       |
| Гипнобаза                        | «Вечеринка никогда»      |
| Электроцой                       | «Вечно»                  |
| Катя Лель                        | «Я по тебе скучаю»       |
| Dead Blonde                      | «Мальчик на девятке»     |
| Есть что сказать, Андрей Антонов | «Мы все под одним небом» |
| 25/17, Женя Ефимова              | «Осень»                  |
| Мурат Насыров                    | «Кто-то простит»         |
| Перемотка                        | «Я видел сон»            |
| АукцЫон                          | «Глаза»                  |
| Алла Пугачёва                    | «Этот мир»               |

## Реакция
Сергей Ефимов («Комсомольская правда»): «Режиссёру Максиму Свешникову удаётся удерживать очень честную интонацию, не превращая печаль души человеческой ни в предмет для любования, ни в повод для занудного менторства. Очень уместен тут Иван Янковский с его лаконичной манерой — он будто задает общую «громкость» актёрской игры».
Павел Воронков («Газета.ru»): «Адаптация напоминает скорее дежурный волонтёрский процедурал, как бы гражданский детектив с довольно хаотичными включениями драмы в её российско-сериальном понимании».
Вадим Богданов (InterMedia): «„Плейлист волонтёра“ ловко сочетает в себе суровый соцреализм, эмоционально тяжёлые моменты в буднях поисковых отрядов и весьма комичные эпизоды в промежутках».
«Плейлист волонтёра» попал в рейтинг лучших российских сериалов 2023 года по версии редакции «Кинопоиска».

## Награды и номинации
- 2023 — 4 премии фестиваля Original+ в категориях «Главный приз жюри СМИ», «Лучший оригинальный актёр» (Иван Янковский), «Лучшая оригинальная музыка», «Специальный приз от Гильдии кастинг-директоров России» (Мария Галактионова)[2]
- 2023 — Спецприз фестиваля экранизаций «Читка 2.0» «За смелость выбора материала для экранизации. Сериал»[11]
- 2023 — Премия журнала «КиноРепортёр» «Событие года» в категории «Актёр года» — Иван Янковский за сериалы «Фишер», «Плейлист волонтёра» и «Слово пацана. Кровь на асфальте»)[12]
- 2024 — Лауреат XХX Международного кинофестиваля «Литература и кино» в номинации «Лучший игровой сериал-экранизация»[13]
- 2024 — Лауреат III Национальной премии интернет-контента ИРИ в номинации «Игровой сериал более 25 минут»[14]
- 2024 — номинация на премию «Золотой орёл» в категории «Лучший актёр онлайн-сериала» (Иван Янковский)[15]